# Raharja (Wanayasa)
Raharja is een bestuurslaag in het regentschap Purwakarta van de provincie West-Java, Indonesië. Raharja telt 1269 inwoners (volkstelling 2010).